# Gabriel Caruana
Gabriel Caruana (Balzan, 7 de abril de 1929-16 de julio de 2018) fue un artista maltés especializado en cerámica. Estudió en la Escuela de Bellas Artes de Malta (1953-59), en la Accademia Pietro Vannucci de Perugia, en la School of Arts and Crafts de Detroit (1966) y en el Istituto Statale per la Cerámica de Faenza.

## Carrera y estilo
Se le consideraba el pionero del arte moderno en Malta. Su inspiración procedía de las tradiciones populares y de la arquitectura de la isla mediterránea. Exhibió sus obras en su país natal, así como en Reino Unido, Italia y Suiza y también expuso obras realizadas en colaboración con otros artistas a lo largo de todo el mundo. Asimismo, entre 1971 y 1990, fue profesor de cerámica en la escuela Ta'Targa.